# Vincenzo Borgarello
Vincenzo Borgarello (Cambiano, 9 maggio 1884 – Torino, 6 gennaio 1969) è stato un ciclista su strada italiano.
Professionista dal 1910 al 1914, conta la vittoria di quattro tappe al Giro d'Italia e due al Tour de France 1912.

## Carriera
Si distinse come velocista, correndo per la Peugeot, la Legnano e l'Atala. Nel 1912 venne eletto dai tifosi "il corridore più famoso del momento" in un referendum promosso da La Gazzetta dello Sport, in seguito alle vittorie di tappa al Giro d'Italia ed al Tour de France.
Fu il primo italiano ad "indossare" la maglia gialla al Tour de France, infatti durante l'edizione del 1912 conquistò la vetta della classifica generale al termine della seconda frazione. In quella edizione, in cui la classifica era stilata a punti e non a tempi, tuttavia la maglia gialla non era stata ancora introdotta, dato che questo simbolo verrà utilizzato a partire dall'edizione del 1919, quindi si può parlare solo di una "vestizione ideale". Borgarello cedette il primato della classifica il giorno seguente al belga Odile Defraye, il quale porterà vittoriosamete fino a Parigi il primato nella generale.

## Palmarès
- 1910

Giro del Piemonte
- 1911

2ª tappa Giro d'Italia (Firenze > Genova)
- 1912

2ª tappa Giro d'Italia (Padova > Bologna)
7ª tappa Giro d'Italia (Genova > Torino)
9ª tappa Giro d'Italia (Milano > Milano)
8ª tappa Tour de France (Marsiglia > Perpignan)
14ª tappa Tour de France (Cherbourg > Le Havre)

## Piazzamenti

### Grandi giri
- Giro d'Italia

1909: ritirato
1910: ritirato
1911: ritirato
1912: 6º (classifica a squadre)
1913: ritirato
- Tour de France

1912: 13º
1914: 25º

### Classiche
- Giro di Lombardia

1912: 6º
1913: 11º
- Milano-Sanremo

1909: 8º
1911: 28º
1914: 8º